# Levante UD
Levante er en spansk fodboldklub fra Valencia der spiller i La Liga. Klubben er den ældste klub i byen, mens Valencia CF er den mest succesrige.

## Historie
Klubben blev grundlagt i 1909, men den debuterede ikke i den bedste række før 1963. Det blev dog i første omgang kun til to sæsoner (men den første var især god, da man formåede at vinde begge kampe mod Valencia CF).
I 2004/2005 var klubben igen en enkelt sæson i La Liga. I 2006 rykkede klubben op igen, og via en 15. plads i La Liga i sæsonen 2006/2007 lykkedes det igen at blive oppe i det fine selskab.
Levante formåede at overtage førstepladsen i La Liga for første gang i klubbens 102-årige historie d. 23. oktober 2011.

## Titler
Ingen

## Kendte spillere
- Sergio García
- Johan Cruyff
- Johan Mjällby
- Olivier Kapo
- Obafemi Martins